# ترنت سینزبری
ترنت لوکاس سینزبری (انگلیسی: Trent Lucas Sainsbury؛ زادهٔ ۵ ژانویهٔ ۱۹۹۲) بازیکن فوتبال اهل استرالیا است.وی در پست دفاع میانی بازی می‌کند.

## تیم ملی
وی همچنین در تیم ملی فوتبال استرالیا بازی کرده‌است.